# 59
| [ Edytuj tabelę ] |                       |
| Król Armenii      | - 54 Tiridates I 60   |
| Cesarz Chin       | - 57 Han Mingdi 75    |
| Władca Korei      | - 53 T’aejodae 146    |
| Król Nabatei      | - 40 Malichus II 70   |
| Papież            | - 33 Piotr Apostoł 67 |
| Król Partów       | - 51 Wologazes I 78   |
| Cesarz Rzymu      | - 54 Neron 68         |

Rok 59 / LIX
stulecia: I wiek p.n.e. ~
I wiek ~
II wiek

lata: 49 «
54 «
55 «
56 «
57 «
58 «
59
» 60
» 61
» 62
» 63
» 64
» 69

## Wydarzenia
- Neron wprowadził igrzyska na wzór grecki.
- W amfiteatrze w Pompejach doszło do zamieszek.

## Zmarli
- Marzec – Agryppina Młodsza, zamordowana przez swojego syna cesarza rzymskiego Nerona (ur. 15)